# Бункер-осаджувач

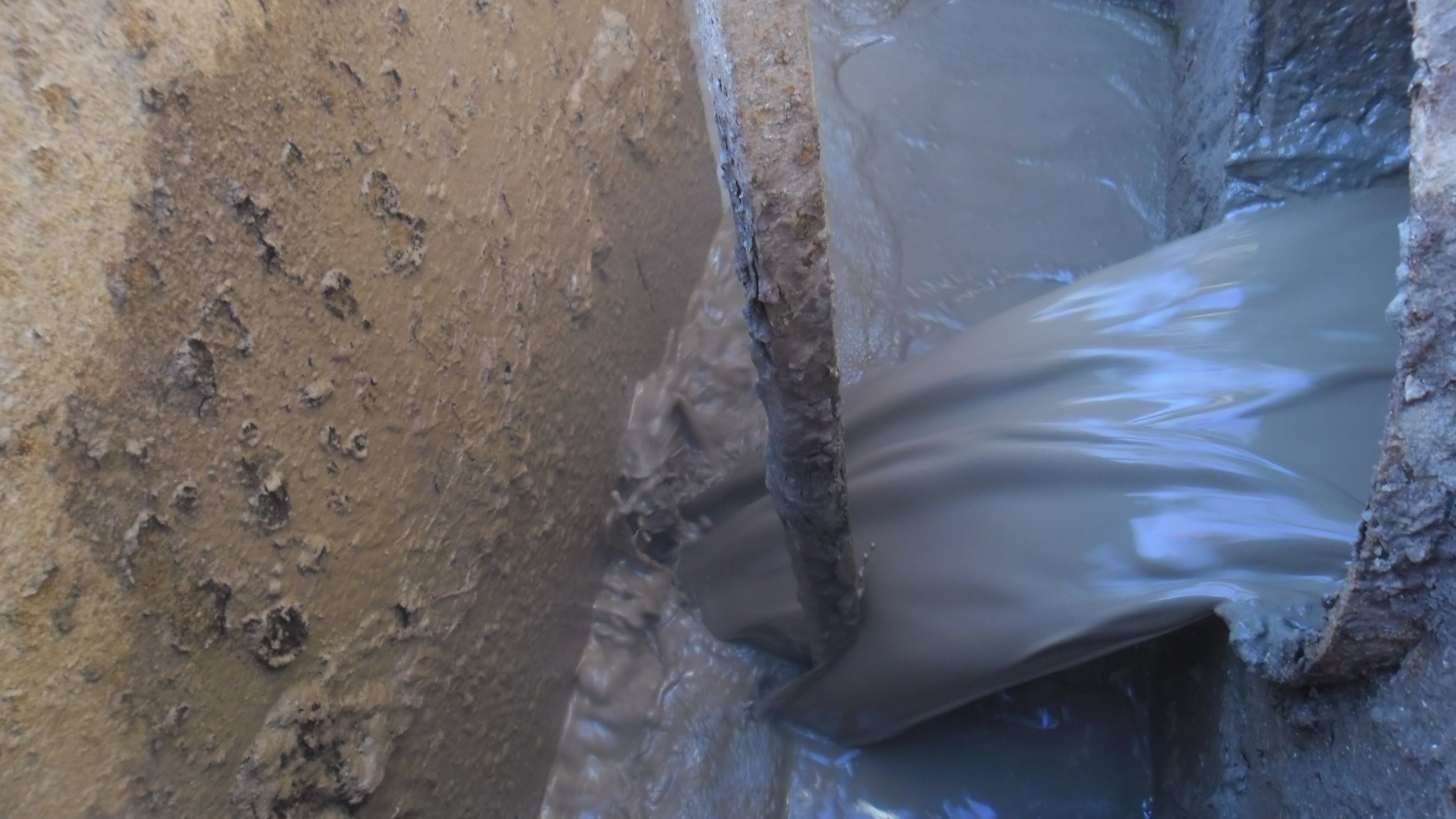
Завантаження бурового розчину у бункер-осаджувач. Поверхневий комплекс бурової свердловини.

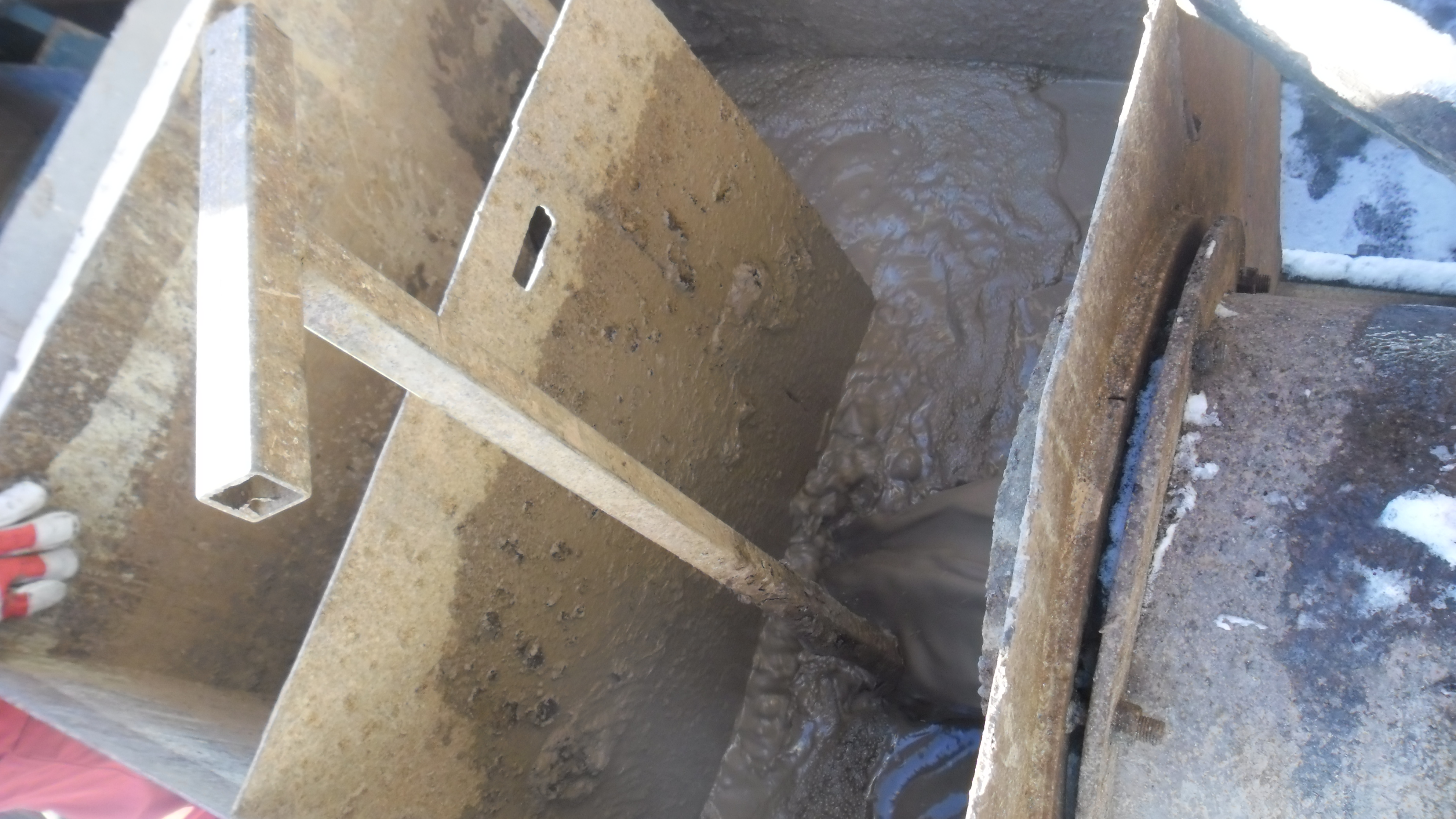
Бункер-осаджувач.

Схема шестиступеневої системи очищення необважченої промивальної рідини (у схемі не показаний дегазатор)
1 — свердловина; 2 — шламовловлювач; 3 — вібросито; 4; 6 — шламовий насос; 5 — пісковідділювач; 7 — муловідділювач; 8 — погружний насос з гвинтоподібним шнеком; 9 — центрифуга; 10; 11; 12; 13 — ємність; 14 — буровий насос

Бункер-осаджувач (шламовловлювач) — це перша стадія очистки бурового розчину.
Бункер-осаджувач належить до циркуляційної системи бурового розчину. На поверхні буровий розчин проходить через лінію повернення — бункер-осаджувач, трубу, яка веде до дегазатора (за необхідністю), потім — до вібраційного сита і осаджувальної центрифуги.
Шламовловлювач розміщують у циркуляційній системі бурового розчину перед дегазатором та віброситом, тобто він служить першим ступенем очищення промивальної рідини (бурового розчину).
Конструктивно (див. рис.) являє собою лабіринт бункерних чарунок осідання шламу, який виводиться потім у шламовий амбар.
Бункер-осаджувач часто виготовляється безпосередньо на буровій.